# Marek Lagierski
Marek Lagierski (ur. 1971) – polski siatkarz, potem sędzia siatkarski. Nauczyciel wychowania fizycznego i trener siatkarski w Siemianowicach Śląskich. Syn Jana Lagierskiego.
Ukończył AWF w Katowicach. Jest właścicielem firmy handlowej sprzedającej sprzęt sportowy oraz wydawcą pisma Siatkówka Magazyn, które jest jednym ze sponsorów klubu KS Jastrzębski Węgiel.
W czasie swojej kariery zawodniczej grał w HKS Szopienice.

## Przebieg kariery sędziowskiej
- 1988 – początek kariery sędziowskiej
- 1993 – zdany egzamin na szczebel centralny
- 1996 – klasa związkowa
- 1996 – I liga kobiet i II liga mężczyzn
- 2000 – I liga mężczyzn
- 2004 – kandydat na sędziego międzynarodowego (ukończony kurs FIVB Olsztyn)
- 2009 – nadanie przez FIVB klasy sędziego międzynarodowego

W sezonie 2000/2001 poprowadził sześć meczów I ligi mężczyzn, w tym dwa spotkania rundy play-off o 5. miejsce, natomiast w kolejnym sezonie pojedynek ćwierćfinałowy Pucharu Polski. W sezonie 2012/2013 był głównym sędzią w 4. meczu finału Plusligi.